# Чхонджу
Чхонджу́ (кор. 청주시?, 淸州市? Чхонджу-си) — город в Южной Корее, столица провинции Чхунчхон-Пукто.

## История
В эпоху Трёх корейских государств территория современного Чхонджу входила в состав государства Пэкче. Тогда здесь находился район Сандан (Сандан-хён). Правительство провинции переехало в город в 1908 году. После того, как государство Силла объединило Корейский полуостров под своей властью, в 757 году была проведена административная реформа, после которой на этих землях был образован район Совонгён. В 940 году, в эпоху династии Корё, была образован район Чхонджу (Чхонджумок). Позже, в эпоху династии Чосон, в 1895 году Чхонджу получил статус уезда (гун или кун). С 1905 года, когда через Чхонджу была проведена железная дорога, начинается бурное развитие уезда. В 1908 году сюда переехало правительство провинции. В 1949 году Чхонджу получил статус города (си).

## География
Город расположен в 128 километрах к юго-востоку от Сеула. Граничит с Чхонаном, Квесаном и Поыном. Самая высокая гора на территории города — Уамсан. По территории протекает река Мусимчхон. Климат города имеет более континентальные черты, чем климат остальной части Кореи. Среднегодовая температура в городе — 11,6 ℃, что на 0,6 ℃ выше, чем в среднем по стране. Среднегодовое количество осадков составляет 1200 мм, большая часть осадков выпадает в сезон дождей с июня по сентябрь.

## Административное деление

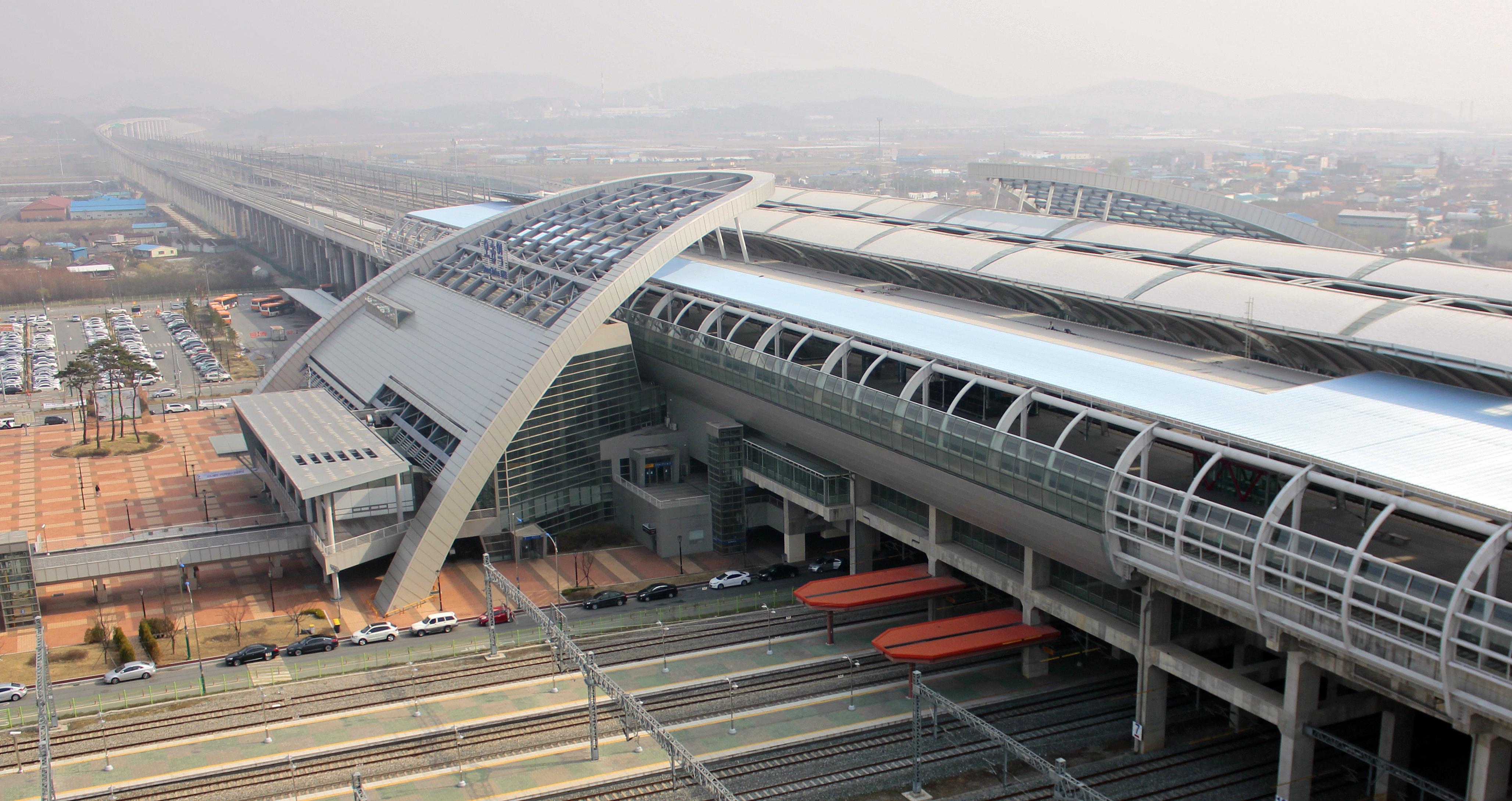
Железнодорожная станция

Чхонджу административно делится на 4 гу (ку):
- Сандан-гу (상당구)
- Хындок-ку (흥덕구)
- Чхонвон-гу (청원구)
- Совон-гу (서원구)

## Экономика
В городе работает 414 предприятий. Международный аэропорт Чхонджу осуществляет внутренние и международные рейсы. Общий пассажирооборот аэропорта составляет более 2 млн человек в год. В 1980-х годах был возведён промышленный комплекс Чхонджу, с общей площадью предприятий более 4 млн м². Основная отрасли производства в комплексе — пищевая, текстильная промышленность, химические и полупроводниковые производства. Всего в комплексе работает около 30 тыс. человек.

## Туризм и достопримечательности
- Хындокса — древний буддийский храм, в котором находится музей древнего книгопечатания, поскольку в этих местах была создана одна из первых печатных книг мира — Чикчи.
- Военная крепость «Сандан сансон», входящая в список Исторических мест страны под номером 212.
- Святилище Чхонъёльса — здесь находится мемориал Сон Санхёля, героя Имджинской войны.

## Спорт
XV Чемпионат и IX Первенство мира по Тхэквондо ИТФ, состоится с 4 по 8 июля 2010 года в городе Чхонджу. Этому событию будет предшествовать XI Международный фестиваль тхэквондо «Korean Classic Open», который будет проходить с 30 июня по 4 июля 2010 г.

## Известные уроженцы и жители
- Хан Хёджу — южнокорейская актриса

## Города-побратимы
Чхонджу имеет ряд городов-побратимов:
- Тоттори, префектура Тоттори, Япония — с 1990
- Ухань, провинция Хубэй, Китай — с 2000
- Кофу, префектура Яманаси, Япония — с 2002
- Хучжоу, провинция Чжэцзян, Китай — с 2005
- Ростов-на-Дону, Россия — с 2008
- Беллингхэм, штат Вашингтон, США — с 2008